# 1909 en musique
| \| • Retour à la chronologie générale de la musique populaire • \| |
| XXIe siècle • XXe siècle • XIXe siècle • XVIIIe siècle XVIIe siècle • XVIe siècle • XVe siècle • XIVe siècle XIIIe siècle • XIIe siècle • XIe siècle • Xe siècle IXe siècle • VIIIe siècle • Haut Moyen Âge • Rome • Grèce |
| • Retour à la chronologie générale de la musique populaire • |

| • Retour à la chronologie générale de la musique populaire • |

| Années de la musique populaire : 1906 - 1907 - 1908 - 1909 - 1910 - 1911 - 1912    |
| Décennies de la musique populaire : 1870 - 1880 - 1890 - 1900 - 1910 - 1920 - 1930 |

Cet article présente les faits marquants de l'année 1909 en musique.

## Évènements et œuvres
- La société allemande Odeon marque l'histoire en publiant la Suite d'extraits de Casse-Noisette de Tchaïkovski sur quatre disques double face[1].
- Henri Dickson chante Souvenir d'Alsace.
- W. C. Handy s'installe à Memphis, Tennessee. Il compose la chanson Mr. Crump pour la campagne municipale du politicien Edward Crump. Ce morceau instrumental sera rebaptisé The Memphis Blues en 1912[2].
- Robert Hoffman (1878-1964) compose The Alabama Bound, également nommée Alabama Blues[3].
- Premières mentions du jazz dans la presse : le 10 avril, le Evening Telegram d'Elyria (Ohio) publie une annonce faisant la promotion « d'un programme éclatant d'art musical nègre caractéristique du Jazz Ragtime et de la mélodie syncopée » et, le 9 mai, le journal de Sheboygan (Wisconsin) publie un article sur le Wilbur Sweatman Original Jazz Band[1].
- 1er juillet : La loi sur les droits d'auteur (Copyright Act) entre en vigueur aux États-Unis, donnant pour la première fois aux compositeurs et aux paroliers le droit au versement de royalties pour tout enregistrement d'une œuvre musicale[1].
- Décembre : Les Jubilee Singers de l'Université Fisk enregistrent les negro spirituals Roll, Jordan, Roll[4] et Swing Low, Sweet Chariot[5].

## Naissances
- 15 janvier : Gene Krupa, batteur et chef d'orchestre de jazz américain († 16 octobre 1973).
- 27 mars : Ben Webster, saxophoniste de jazz américain († 20 septembre 1973).
- 4 avril : Henri Martinet, compositeur et chef d'orchestre français († 26 novembre 1985).
- 17 avril : Russel Bowles, tromboniste de jazz américain († 15 juillet 1991).
- 26 mai : Papa Charlie McCoy, guitariste de blues américain († 26 juillet 1950).
- 30 mai : Benny Goodman, clarinettiste, compositeur, et chef d'orchestre de jazz américain († 13 juin 1986).
- 10 juillet : Casey Bill Weldon, chanteur et guitariste de blues américain († ?).
- 14 juillet : Walter Gross, compositeur, pianiste, arrangeur et chef d'orchestre américain († 27 novembre 1967).
- 10 août : Leo Fender, industriel américain, fabricant de guitares électriques († 21 mars 1991).
- 27 août : Lester Young, saxophoniste de jazz américain († 15 mars 1959).
- 13 octobre : Art Tatum, pianiste de jazz américain († 5 novembre 1956).
- 12 novembre : Bukka White, guitariste et chanteur de blues américain († 26 février 1977).
- 18 novembre : Johnny Mercer, auteur-compositeur et chanteur américain († 25 juin 1976).
- 30 novembre : Robert Nighthawk, chanteur, guitariste et harmoniciste de blues américain († 5 novembre 1967).

### Date inconnue
- Pierre Philippe, pianiste français, compagnon des Frères Jacques († juin 1995).